# Begonia clarkei
Espèce
Begonia clarkei est une espèce de plantes de la famille des Begoniaceae. Ce bégonia est originaire d'Amérique du Sud. L'espèce fait partie de la section Eupetalum. Elle a été décrite en 1867 par Joseph Dalton Hooker (1817-1911). L'épithète spécifique clarkei signifie « de Clark », hommage probable au botaniste britannique Charles Baron Clarke (1832-1906).

## Répartition géographique
Cette espèce est originaire des pays suivants : Bolivie ; Pérou.